# NGC 2169
NGC 2169 (také známá jako The 37 Cluster
nebo Collinder 83) je otevřená hvězdokupa od Země vzdálená 3 600 světelných let v souhvězdí Orionu o hodnotě magnitudy 5,9. Rozmístěním svých hlavních hvězd připomíná číslici 37.

## Pozorování

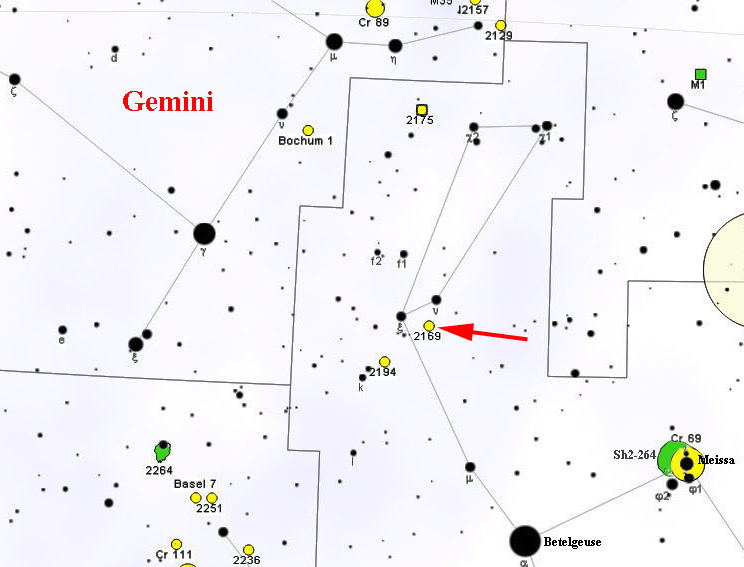
Poloha NGC 2169 v souhvězdí Orionu.

Na obloze se nachází v severovýchodní části souhvězdí, 7° severovýchodně od jasné hvězdy Betelgeuze, ve směru hvězdného pole bohatého na slabé hvězdy. V triedru hvězdokupa vypadá jako malá jasná skvrna, ve které se dá rozlišit několik slabých hvězd, zejména jedna modrá hvězda s magnitudou 7,2. Malý dalekohled ji dokonale rozloží již při základním zvětšení a ukáže rozmístění jejích hlavních hvězd do tvaru čísla "37". Malé rozměry hvězdokupy ji umožňují pozorovat při velkém zvětšení, ale na pozadí již nejsou další hvězdy, které by se tím ukázaly.
Deklinace této hvězdokupy není příliš vzdálená od rovníku, proto je její pozorování pouze mírně výhodnější pro pozorovatele na severní polokouli, cirkumpolární je pouze ve velmi velkých severních zeměpisných šířkách. Na jižní polokouli je její pozorování znevýhodněné pouze v oblastech s velkou zeměpisnou šířkou a je tedy pozorovatelná ze všech obydlených oblastí Země. Nejvhodnější období pro její pozorování na večerní obloze je od října do března.

## Historie pozorování
NGC 2169 pravděpodobně objevil Giovanni Battista Hodierna kolem roku 1654. William Herschel ji nezávisle spoluobjevil 15 října 1784 pomocí zrcadlového dalekohledu o průměru 18,7 palce. Jeho syn John ji později znovu pozoroval a zařadil ji do svého katalogu mlhovin a hvězdokup General Catalogue of Nebulae and Clusters pod číslem 1361.

## Vlastnosti
NGC 2169 je poněkud zhuštěný objekt jedinečného tvaru, který tvoří dvě oddělené skupiny hvězd s modrobílým odstínem. Její vzdálenost se odhaduje na 3 600 světelných let a nachází se tedy na vnějším okraji ramene Orionu. Její nejjasnější hvězda s označením HD 41943, modrý obr spektrální třídy B2III s magnitudou 7,18, má společníka magnitudy 8,1 vzdáleného přibližně 2,6" a spolu jsou tedy dobrým zkušebním objektem kvality dalekohledu.
Jde o velmi mladou hvězdokupu, jejíž stáří se odhaduje nanejvýš na 11 milionů let. Její nejhmotnější hvězdy jsou spektrální třídy B a A, některé z nich jsou již v pokročilém stádiu života. Výzkum zaměřený na výskyt lithia umožnil objevit 36 hvězd s malou hmotností, které patří do hvězdokupy, jejichž hmotnost je v rozsahu 1,3 a 0,15 hmotností Slunce. Přítomnost jediného červeného obra, jehož stáří je o 5 milionů let větší než průměr okolních hvězd, ukazuje, že tvorba hvězd zde probíhala poměrně krátkou dobu, kolem 5 milionů let.